# Yasemin Adar

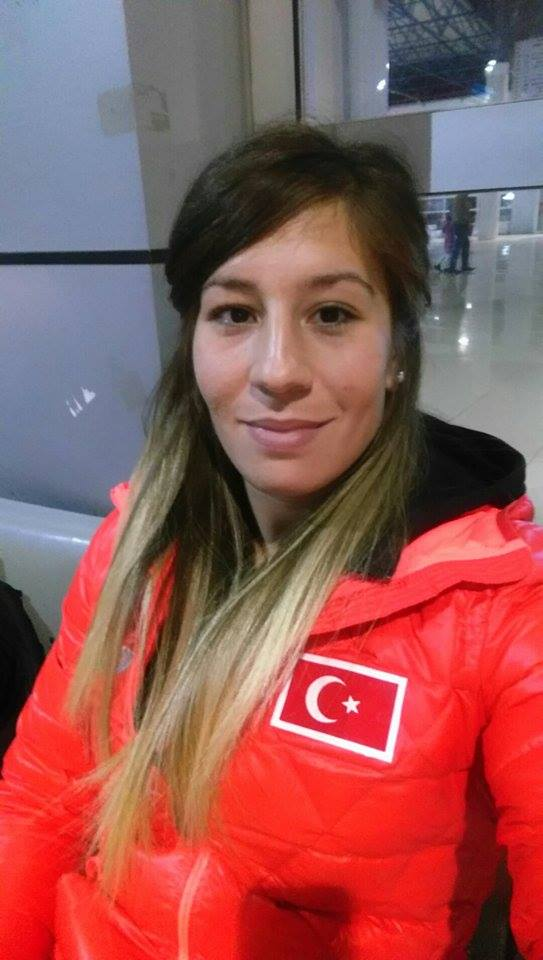
Yasemin Adar, 2016

Yasemin Adar Yiğit (* 6. Dezember 1991 in Balıkesir) ist eine türkische Ringerin. Sie wurde 2017 Weltmeisterin in der Gewichtsklasse bis 75 kg Körpergewicht.

## Werdegang
Yasemin Adar war als Jugendliche Leichtathletin, wechselte aber später zum Ringen. Sie gehört dem Sportklub Trakya Spor Kulubu Edirne an. Ihr Trainer ist Habil Kara. Sie ist Sportlehrerin und ringt bei einer Größe von 1,81 Metern in der schwersten Gewichtsklasse bei den Frauen (bis 75 kg, seit 2018 bis 76 kg Körpergewicht).
Ihre internationale Ringerkarriere begann bei der Junioren-Europameisterschaft 2011 in Zrenjanin, wo sie in der Altersgruppe „Juniors“ in der Gewichtsklasse bis 72 kg auf den 7. Platz kam. Im März 2012 startete sie bei der Europameisterschaft in Belgrad erstmals bei den Frauen und musste sich in der Gewichtsklasse bis 72 kg nach Niederlagen gegen Maja Gunvor Erlandsen, Norwegen, und Natalja Palamartschuk, Aserbaidschan, noch mit dem 15. Platz begnügen.
Die Qualifikation für die Olympischen Spiele 2012 in London verpasste sie, weil sie beim Qualifikationsturnier in Sofia in der Gewichtsklasse bis 72 kg nur auf den 14. Platz kam. Sie startete aber im September 2012 im kanadischen Strathcoona County bei der Frauen-Weltmeisterschaft. Nach einer Niederlage gegen Jenny Fransson aus Schweden, einem Sieg über Oksana Waschtschuk aus der Ukraine und einer Niederlage gegen die Chinesin Xu Qing belegte sie dort einen guten 5. Platz.
Auch bei der Weltmeisterschaft 2013 in Budapest kam Yasemin Adar in der Gewichtsklasse bis 72 kg nach Siegen über Jyoti, Indien, Aline da Silva Ferreira, Brasilien, und Heb Nam-ju, Südkorea, und Niederlagen gegen Zhang Fengliu aus China und Adeline Gray aus den Vereinigten Staaten auf den 5. Platz.
Bei den Welt- und Europameisterschaften 2014 und 2015, bei denen sie ebenfalls am Start war, erreichte sie keine Spitzenplätze. Im Jahre 2016 war sie bei der Europameisterschaft in Riga in der Gewichtsklasse bis 75 kg erfolgreich. Sie wurde dort mit Siegen über Epp Mäe, Estland, Alla Tscherkassowa, Ukraine, Daria Osocka, Polen, und Alena Starodubzewa aus Russland Europameisterin. Mit großen Hoffnungen fuhr Yasemin Adar deshalb zu den Olympischen Spielen 2016 nach Rio de Janeiro. Sie kam dort aber nach einem Sieg über Alla Tscherkassowa und einer Niederlage gegen Jekaterina Bukina aus Russland nicht über einen 8. Platz hinaus.
Im Mai 2017 wurde sie in Novi Sad in der Gewichtsklasse bis 75 kg mit Siegen über Wassilissa Marsaljuk, Weißrussland, Alena Starodubzewa, Epp Mäe und Zsanett Németh, Ungarn, erneut Europameisterin und dann wurde Yasemin Adar im August 2017 in Paris in der gleichen Gewichtsklasse mit Siegen über Maria Selmaier, Deutschland, Hiroe Minagawa, Japan, Epp Mäe und Wassilissa Marsaljuk erstmals in ihrer Karriere Weltmeisterin. Imponierend war dabei die Art und Weise, wie sie diesen Titel gewann, denn keine ihrer Gegnerinnen hatte gegen sie auch nur den Hauch einer Chance.
Genauso überlegen wurde Yasemin Adar im April 2018 in Kaspiisk mit Siegen über Epp Mäe, Wassilissa Marsaljuk und Jekaterina Bukina, Russland, Europameisterin in der Klasse bis 76 kg. Zwei Monate vorher hatte sie allerdings im Finale der Klippan-Lady-Open gegen Adeline Gray aus den Vereinigten Staaten verloren. Bei der Weltmeisterschaft 2018 in Budapest konnte sie ihren Titel in der höchsten Gewichtsklasse im Frauenringen, seit 2018 bis 76 kg Körpergewicht nicht verteidigen. Sie siegte zunächst über Sabira Alijewa, Aserbaidschan, Hiroe Minagawa Suzuki, Japan und Zsanett Németh, Ungarn, wurde aber im Finale von ihrer Gegnerin Adeline Gray mit einer Beinklammer erwischt, fünfmal durchgedreht und verlor so bei einem Punktestand von 1:13 vorzeitig.
Bei der Weltmeisterschaft 2019 in Nur-Sultan (Kasachstan) traf Yasemin Adar in der Gewichtsklasse bis 76 kg in der Qualifikation auf die Chinesin Zhou Qian, gegen die sie knapp nach Punkten verlor. Da die Chinesin das Finale nicht erreichte, schied Yasemin Adar vorzeitig aus und kam nur auf den 19. Platz.

## Persönliches
Im September 2021 heiratete Yasemin Adar den Ringertrainer Erdem Yiğit und trägt seitdem den Nachnamen Adar Yiğit.

## Internationale Erfolge
| Jahr | Platz  | Wettbewerb                                   | Gewichtsklasse | Ergebnisse |
| 2011 | 7.     | Junioren-EM (Juniors) in Zrenjanin           | bis 72 kg      | Siegerin: Natalja Worobjowa, Russland vor Cynthia Vanessa Vescan, Frankreich |
| 2011 | 11.    | Junioren-WM (Juniors) in Bukarest            | bis 72 kg      | nach einer Niederlage gegen Ira Aurora Tuba, Serbien |
| 2012 | 3.     | „Yasar-Dogu“-Memorial in Ankara              | bis 72 kg      | hinter Stanka Slatewa Christowa, Bulgarien und Natalja Palamartschuk, Aserbaidschan |
| 2012 | 15.    | EM in Belgrad                                | bis 72 kg      | nach Niederlagen gegen Maja Gunvor Erlandsen, Norwegen und Natalja Palamartschuk |
| 2012 | 14.    | Olympia-Qualif.-Turnier in Sofia             | bis 72 kg      | nach einer Niederlage gegen Dina Iwanowa, Aserbaidschan |
| 2012 | 1.     | Mittelmeer-Spiele in Larisa                  | bis 72 kg      | vor Ani Bartanian, Griechenland und Ira Aurora Tuba, Serbien |
| 2012 | 5.     | WM in Strathcoona County                     | bis 72 kg      | nach einer Niederlage gegen Jenny Fransson, Schweden, einem Sieg über Oksana Waschtschuk, Ukraine und einer Niederlage gegen Xu Qing, China                                                                               |
| 2013 | 2.     | Dan-Kolow & Nikola-Petrow-Turnier in Plowdiw | bis 72 kg      | hinter Burmaa Ochirbat, Mongolei |
| 2013 | 10.    | EM in Tiflis                                 | bis 72 kg      | nach einer Niederlage gegen Wassilissa Marsaljuk, Weißrussland |
| 2013 | 5.     | Großer Preis von Deutschland in Dormagen     | bis 72 kg      | Siegerin: Wassilissa Marsaljuk vor Swetlana Sajenko |
| 2013 | 1.     | Mittelmeer-Meisterschaft in Mersin           | bis 72 kg      | vor Nadja Antar, Ägypten |
| 2013 | 5.     | WM in Budapest                               | bis 72 kg      | nach Siegen über Jyoti, Indien, Aline da Silva Ferreira, Brasilien und Heb Nam-ju, Südkorea und Niederlagen gegen Zhang Fengliu, China und Adeline Gray, USA                                                              |
| 2014 | 7.     | Dan-Kolow & Nikola-Petrow-Turnier in Sofia   | bis 75 kg      | Burmaa Ochirbat, vor Nadja Antar |
| 2014 | 9.     | EM in Vantaa                                 | bis 75 kg      | nach Niederlagen gegen Wassilissa Marsaljuk und Zsanett Németh, Ungarn |
| 2014 | 9.     | WM in Taschkent                              | bis 75 kg      | nach einem Sieg über Jekaterina Bukina, Russland und Niederlagen gegen Adeline Gray und Zhou Qian, China |
| 2015 | 2.     | Dan-Kolow & Nikola-Petrow-Turnier in Sofia   | bis 75 kg      | hinter Stanka Slatewa Christowa |
| 2015 | 5.     | Europäische Spiele in Baku                   | bis 75 kg      | nach Siegen über Stanka Slatewa Christowa und Oksana Waschtschuk und Niederlagen gegen Jekaterina Bukina und Swetlana Sajenko                                                                                             |
| 2015 | 1.     | Poland-Open in Warschau                      | bis 75 kg      | vor Epp Mäe, Estland, Jelena Perepelkina, Russland und Daria Osocka, Polen |
| 2015 | 10.    | WM in Las Vegas                              | bis 75 kg      | nach einem Sieg über Maider Unda Gonzales de Audicana, Spüanien und einer Niederlage gegen Andrea Carolina Olaya Gutierrez, Kolumbien                                                                                     |
| 2016 | 1.     | „Yasar-Dogu“-Memorial in Istanbul            | bis 75 kg      | vor Signe Marie Store, Norwegen, Cynthia Vanessa Vescan und Berte Altun, Türkei |
| 2016 | 8.     | Klippan-Lady-Open                            | bis 75 kg      | Siegerin: Jelena Bukina vor Randi Miller, USA |
| 2016 | 1.     | Olympia-Qualif.-Turnier in Zrenjanin         | bis 75 kg      | vor Alla Tscherkassowa, Ukraine, Cynthia Vanessa Vescan und Maria Selmaier, Deutschland |
| 2016 | 1.     | EM in Riga                                   | bis 75 kg      | nach Siegen über Epp Mäe, Alla Tscherkassowa, Daria Osocka und Alena Starodubzewa, Russland |
| 2016 | 8.     | OS in Rio de Janeiro                         | bis 75 kg      | nach einem Sieg über Alla Tscherkassowa und einer Niederlage gegen Jekaterina Bukina |
| 2017 | 1.     | „Yasar-Dogu“-Memorial in Istanbul            | bis 75 kg      | vor Gulmaral Yerkebajewa, Kasachstan, Daria Schisterowa, Russland und Signe Marie Store |
| 2017 | 1.     | EM in Novi Sad                               | bis 75 kg      | nach Siegen über Wassilissa Marsaljuk, Alena Starodubzewa, Epp Mäe und Zsanett Németh, Ungarn |
| 2017 | 1.     | Islamische Solidaritäts-Spiele in Baku       | bis 75 kg      | vor Sabira Alijewa, Aserbaidschan |
| 2017 | 1.     | WM in Paris                                  | bis 75 kg      | nach Siegen über Maria Selmaier, Hiroe Minagawa, Japan, Epp Mäe und Wassilissa Marsaljuk |
| 2018 | 2.     | Klippan-Lady-Open                            | bis 76 kg      | hinter Adeline Gray, vor Epp Mäe und Erica Wiebe, Kanada |
| 2018 | 1.     | EM in Kaspiisk                               | bis 76 kg      | nach Siegen über Epp Mäe, Wassilissa Marsaljuk und Jekaterina Bukina |
| 2018 | 2.     | „Yasar-Dogu“-Memorial in Istanbul            | bis 76 kg      | hinter Aline Focken, vor Sabira Alijewa und Mehtap Gültekin, Türkei |
| 2018 | 5.     | Poland-Open in Warschau                      | bis 76 kg      | hinter Erica Wiebe, Kanada, A Focken, Paliha Paliha, Indien und Wassilissa Marsaljuk |
| 2018 | 2.     | WM in Budapest                               | bis 76 kg      | nach Siegen über Sabira Alijewa, Hiroe Minagawa Suzuki, Japan und Zsanett Németh, Ungarn und einer Niederlage gegen Adeline Gray                                                                                          |
| 2019 | 1.     | EM in Bukarest                               | bis 76 kg      | nach Sieg im Finale über Martina Kuenz |
| 2019 | 3.     | „Yasar-Dogu“-Memorial in Istanbul            | bis 76 kg      | hinter Erica Wiebe und Aline da Silva Ferreira |
| 2019 | 19.    | WM in Nur-Sultan                             | bis 76 kg      | nach einer Niederlage gegen Zhou Qian, China |
| 2020 | 2.     | EM in Rom                                    | bis 76 kg      | hinter Jekaterina Bukina |
| 2021 | Bronze | OS in Tokio                                  | bis 76 kg      | nach einem Sieg gegen Aline da Silva Ferreira, Brasilien, einer Niederlage gegen Adeline Gray, USA, sowie Hoffnungsrundensiegen gegen Zaineb Sghaier, Tunesien, Ajperi Medet Kyzy, Kirgisistan und einer Niederlage gegen |
| 2022 | 1.     | EM in Budapest                               | bis 76 kg      | nach Siegen über Bernadett Nagy, Ungarn und Epp Mäe |

Erläuterungen
- alle Wettkämpfe im freien Stil
- OS = Olympische Spiele, WM = Weltmeisterschaft, EM = Europameisterschaft